# Franjo Brozinčević
Franjo Brozinčević (Brinje, 21. svibnja 1874. – Wetzikon, 1933.), hrvatski automobilski inženjer i konstruktor.
Godine 1892. emigrirao je u Švicarsku. Osnivač je tvrtke Franz AG (1913.) i nešto kasnije, 1916., tvornice automobila FBW (Franjo Brozinčević Wetzikon), koja je proizvodila traktore i kamione pod markom FBW sve do 1985. 

## Vanjske poveznice
- Franjo Brozinčević Hrvatska tehnička enciklopedija, portal hrvatske tehničke baštine. LZMK